# Apiose
Apiose (genauer: D-Apiose, kurz: Api) ist ein Kohlenhydrat aus Pflanzen. In höheren Konzentrationen kommt sie in der Petersilie und im Sellerie vor. Die Molekülstruktur der Apiose entspricht der von Ribose, mit der Ausnahme, dass die Methylolgruppe in die 3-Position verschoben ist. Das führt dazu, dass Apiose in der offenkettigen Form zwei Methylolgruppen vorweist, statt wie bei Zuckern üblich eine. Die Verknüpfung der Kohlenstoffatome in der Apiose entspricht somit der von Isopren.

## Eigenschaften
Apiose ist ein verzweigter Zucker. Sie kommt in Pflanzen in Pektinen vom Galacturonan-Typ vor. Sie ist ein Hauptbestandteil der Polysaccharide der pflanzlichen Zellwand. Weiterhin wird es bei Pflanzen zur Glykosylierung von verschiedenen Sekundärmetaboliten verwendet, z. B. QS-21.
Die Apiose-1-reduktase erzeugt aus D-Apiitol und NAD+ D-Apiose, NADH und H+. Die Flavon-Apiosyltransferase verwendet UDP-Apiose und 5,7,4'-Trihydroxyflavon-7-O-beta-D-glucosid zur Erzeugung von UDP, 5,7,4'-Trihydroxyflavon (synonym Apigenin) und 7-O-beta-D-Apiosyl-(1->2)-beta-D-glucosid.